# Jawa 350/354
Jawa 350 typ 354 lidově zvaný kývačka je motocykl, vyvinutý firmou Jawa, vyráběný v letech 1954–1964. Vedle běžných změn stojí za zmínku zásadní vylepšení provedené v roce 1962, kdy se začal prodávat typ Jawa 350/354-06, již velice podobný nástupnickému modelu. Předchůdcem byl model Jawa 350 pérák, nástupcem se stal od roku 1964 typ Jawa 350/360 zvaný panelka.

## Technické parametry
- Rám: svařovaný z čtyřhranných profilů
- Suchá hmotnost: 142 kg
- Pohotovostní hmotnost: 152 kg
- Maximální rychlost: 120 km/h
- Spotřeba paliva: 3,3 l/100 km